# Oodweyne
Oodweyne est une ville située dans la région du Togdheer, au centre du Somaliland. Elle est située entre les villes de Burco et Hargeisa.
Sa population était de 42 031 habitants en 2005.